# St. Ursenkathedrale

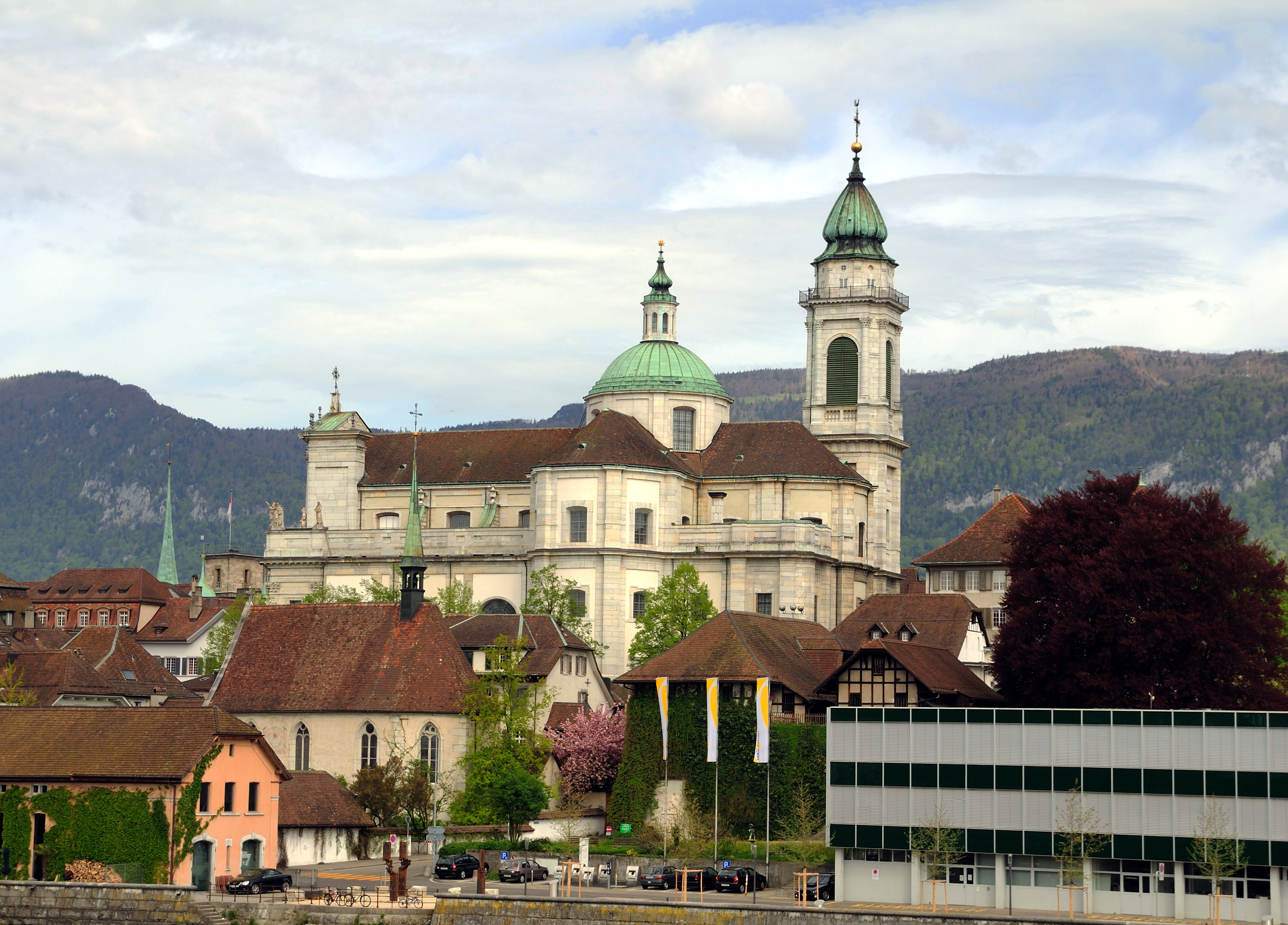
Die St. Ursenkathedrale von Süden aus gesehen

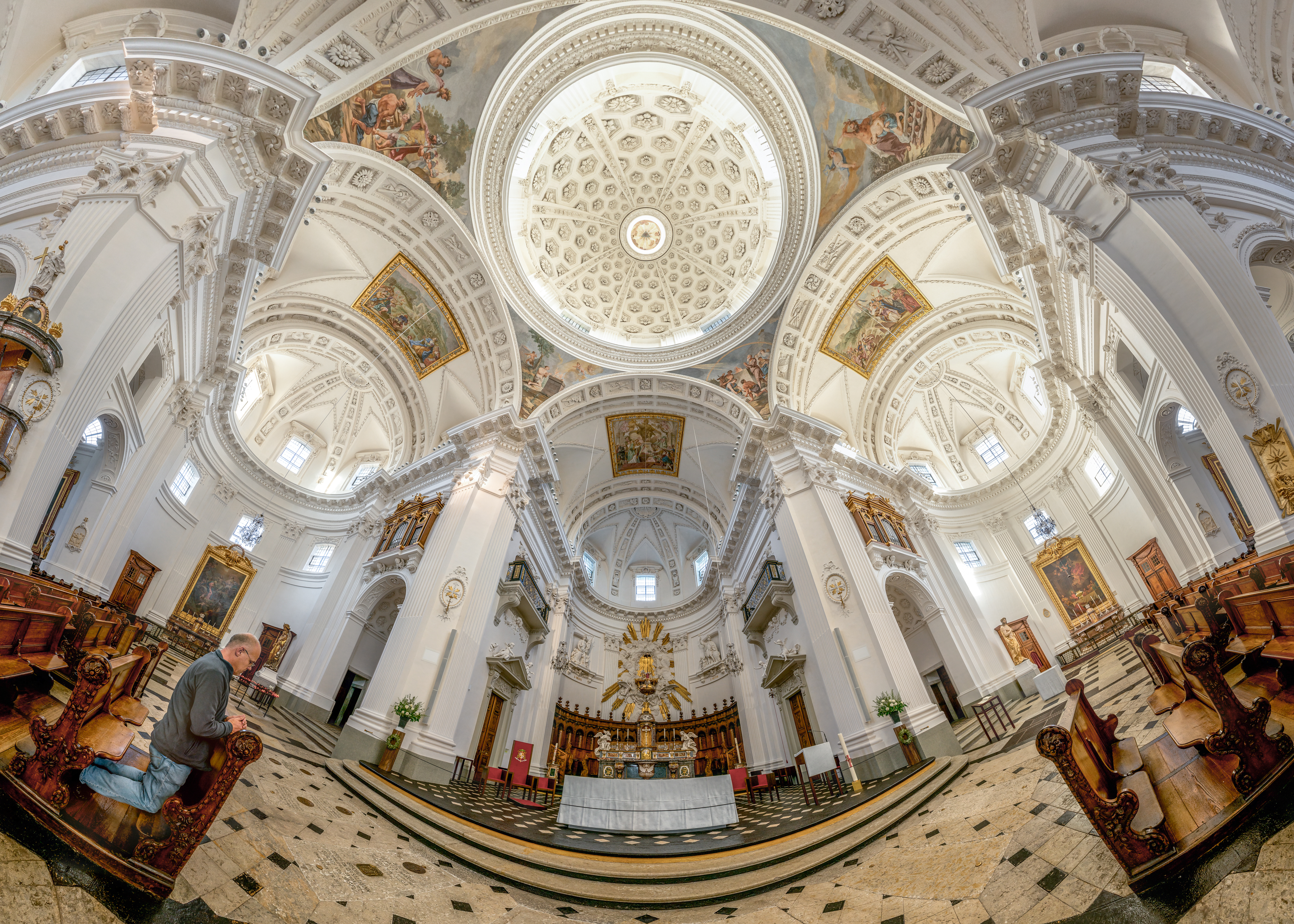
St. Ursenkathedrale Chor (Panorama)

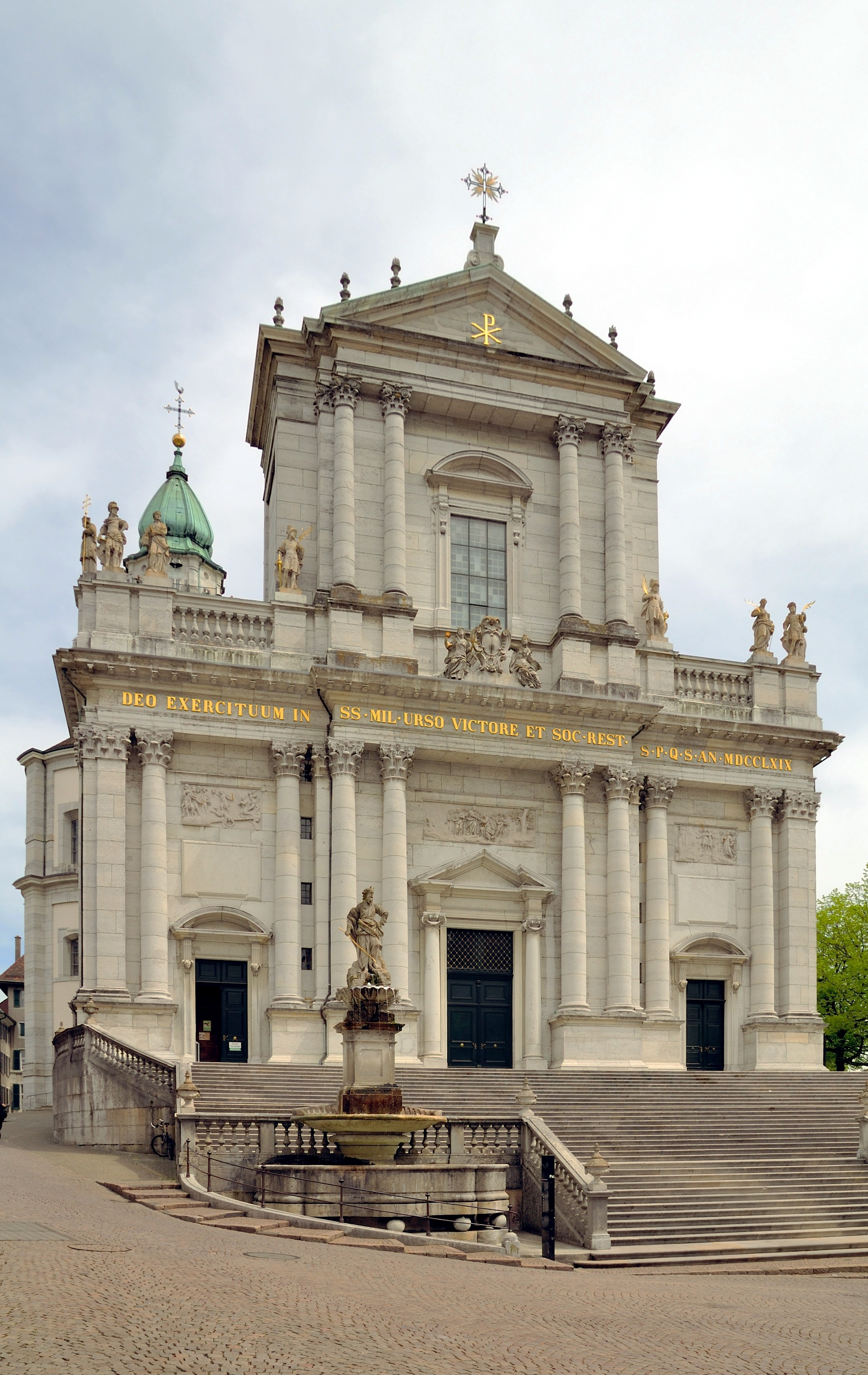
Westportal der Kathedrale

Die St. Ursenkathedrale (auch Kathedrale St. Urs und Viktor) ist die Kathedrale des römisch-katholischen Bistums Basel in der Stadt Solothurn, Schweiz.
Das den Märtyrern Ursus und Victor geweihte frühklassizistische Kirchengebäude wurde auf einem Grundstück, wo seit dem früheren Mittelalter vermutlich schon zwei Vorgängerbauten gestanden waren, 1762 von Gaetano Matteo Pisoni aus Ascona begonnen und 1773 von seinem Neffen Paolo Antonio Pisoni vollendet. Das Innere ist mit Stuckaturen von Francesco Pozzi verziert.
Zum umfangreichen Domschatz gehören unter anderem eine Marienstatue und das Hornbacher Sakramentar, eine Handschrift, die um 983 im Kloster Reichenau entstanden ist.
Der 66 Meter hohe Zwiebelturm wurde lange Zeit von einem Turmwächter bewohnt. Es existiert eine Zeichnung von Peter Thumb aus dem Jahr 1708, welche darauf hinweist, dass bereits für die vorherige Stiftskirche ein zweiter, ebenfalls nicht realisierter Turm zur Diskussion stand.
Die Kirche St. Urs und Viktor war seit dem Mittelalter das Münster des St. Ursenstifts und wurde in ihrer heutigen Bauform 1828 zur Bischofskirche des nach Solothurn umgezogenen Bistums Basel.

## Geschichte
Die Geschichte der Kirche geht in das 9. Jahrhundert zurück. Das St.-Ursus-Stift wird dann erstmals erwähnt: Bei der Teilung des Lothar-Reiches am 8. August 870 sprach man das Monasterium Sancti Ursi in Soloduro Ludwig dem Deutschen zu. Der Bau der Kirche soll gemäss einer Gründungslegende im 10. Jahrhundert initiiert worden sein. Demnach sollen bei St. Peter 17 neue Thebäergräber gefunden worden sein. Dieser Fund soll die Königin Berta – Gemahlin von Rudolf II. – dazu bewogen haben, eine reiche Schenkung für einen neuen Kirchenbau zu machen. Der Bau selber soll unter ihrem Sohn Konrad dem Friedfertigen begonnen und unter ihrem Enkel, dem König Rudolf III., vollendet worden sein. Diese Legende findet sich aber erst in mittelalterlichen Jahrzeitbüchern. Ähnliches gilt für die für 1019 angenommene Überführung der Ursus-Reliquie, auch diese ist heute nicht mehr belegbar.
Die Datierung der Vorgängerkirche(n) der St. Ursenkathedrale ist schwierig, weil erst für die neunziger Jahre des 13. Jahrhunderts wirklich fassbare Baudaten vorhanden sind. Die ebenfalls anfänglich ausserhalb der damaligen Stadtmauer gelegene Kirche (resp. aus heutiger Sicht Kapelle) St. Peter ist älter, deren Entstehung wird auf das 5. bis 6. Jahrhundert geschätzt. Die St. Peterskirche wird vermutlich aus einer Grabanlage o. Ä. entstanden sein. Aber auch St. Peter wird urkundlich erst 1303 fassbar. Auch die heute nicht mehr erhaltene Kirche (resp. Kapelle) St. Stephan, gelegen innerhalb der Stadt an der ersten Stadtmauer, wird älter datiert als St. Ursen. Sie befand sich sogar noch im Areal des ehemaligen römischen Kastells. Von daher wird angenommen, dass es sich bei St. Stephan um die älteste echte Kirche in Solothurn handelte, da sich ihr Standort in der Keimzelle der Stadt Solothurn befand. Auch konnten in ihr Gräber aus dem 7. Jahrhundert nachgewiesen werden. Aber auch bei St. Stephan besteht das Problem, dass sie urkundlich erst 1045/1046 erwähnt wird. Es gibt in Solothurn somit drei Kirchen beziehungsweise Kirchenstandorte, die älter sein müssen als ihre urkundliche Erwähnung.

### Geschichte des Solothurner Münsters

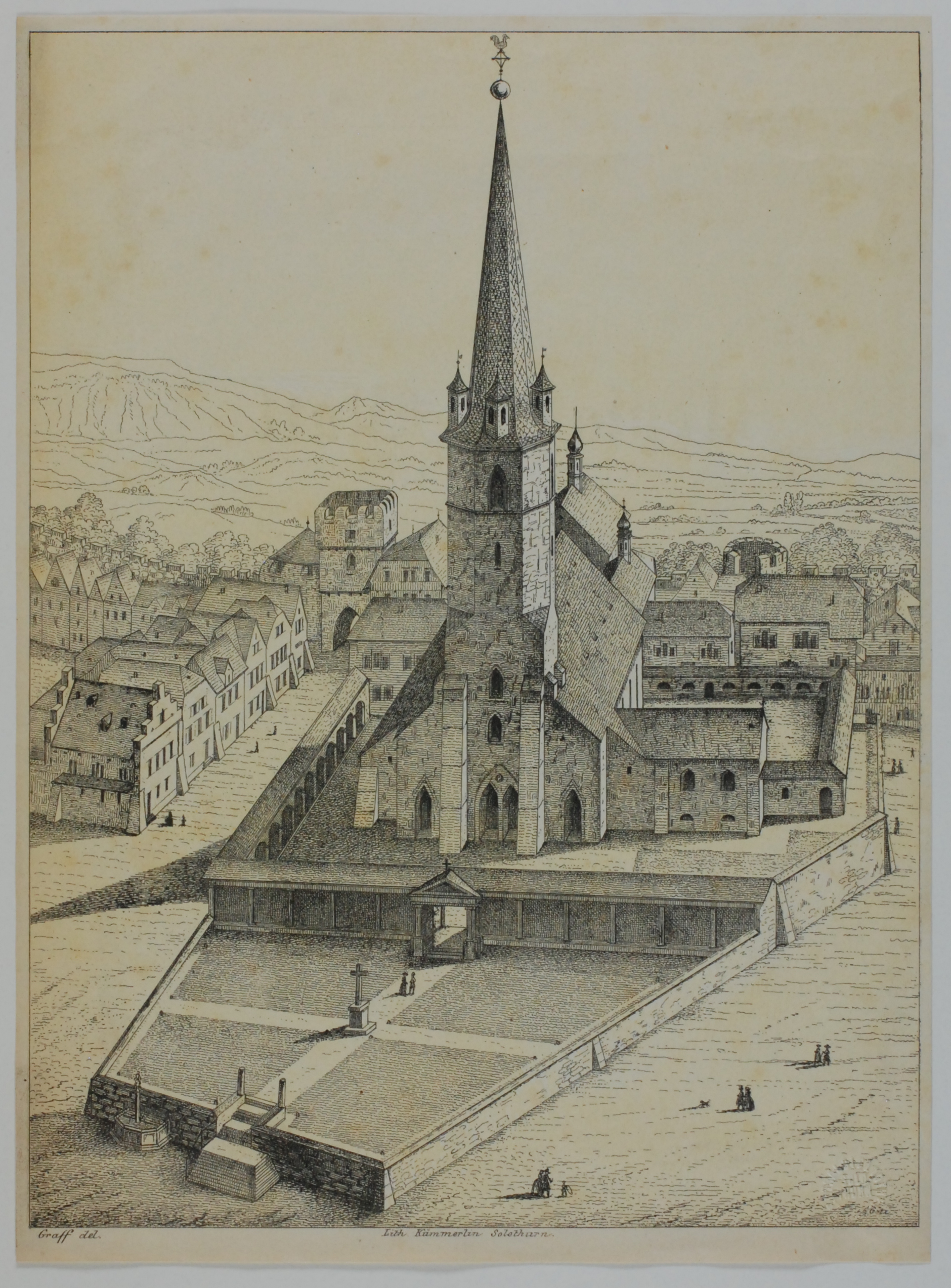
Das alte St. Ursenmünster. Rekonstruierende Darstellung von 1855

Das erste greifbare Baudatum für das Solothurner Münster bezieht sich auf 1294, wo grössere Umbauarbeiten stattfanden, die mit den Altarweihen 1293 und 1298 abgeschlossen wurden. Dieses Dokument verleitete Johann Rudolf Rahn 1893 dazu, die Meinung zu vertreten, dass es sich dabei um einen Neubau handele. Diese Aussage konnte Hans Rudolf Sennhauser 1990 widerlegen, indem er die Pläne, die von Franz Joseph Derendinger vor dem Abbruch 1762 angefertigt worden waren, genauer untersuchte. Dabei fiel ihm auf, dass die Form der Krypta nicht mit einem Baujahr 1294 in Übereinstimmung gebracht werden kann. Eine zweiteilige Krypta mit Doppelpfeilern wurde bei ähnlichen Kirchen nur im 11. Jahrhundert eingebaut, später finden sich nur noch einteilige Krypten. Damit muss zumindest die Krypta vor oder spätestens um 1100 erbaut worden sein, mit grösster Wahrscheinlichkeit im Verlauf des 11. Jahrhunderts und damit mindestens 200 Jahre früher. Eine Vor-Vorgänger Kirche im romanischen Baustil kann somit nicht ausgeschlossen, aber auch nicht zweifelsfrei belegt werden.
Vermutlich wurde der damalige Doppelturm beim Erdbeben vom 18. Oktober 1356 beschädigt, dafür gibt es allerdings keine zuverlässigen Quellen. Es ist jedenfalls die übliche Erklärung für den Neubau des Münsterturms. Mit dem Wendelstein, wie der 1360 neu erbaute Turm genannt wurde, wurde zugleich eine gotische Ein-Turm-Westfassade geschaffen.
Der Chor wurde 1544 neu erbaut, dabei wurde auch die Krypta neu eingedeckt. Dabei wurde vermutlich der alte Grundriss des Chores beibehalten. Das Langschiff wurde 1644 neu erbaut und verbreitert. Die Sakristei wurde 1664 erweitert.
Die Kirche war im 18. Jahrhundert in einem schlechten baulichen Zustand. Nach einem Besuch im Oktober 1759 entschied der Bischof von Lausanne, Joseph-Nicolas de Montenach, dass eine neue Kirche gebaut werden sollte. Der Luzerner Baumeister Jakob Singer (1718–1788) besichtigte die Kirche am 27. Juli 1760 und legte am 11. September 1760 Pläne für einen Rokoko-Neubau vor. Turm und Chor der alten Kirche sollten aber beibehalten werden. Dies schien der Baukommission nicht zu gefallen, denn mehrere Monate später erhielt der Architekt Erasmus Ritter (1726–1805) den Auftrag, einen neuen Vorschlag zu erarbeiten. Er stellte sein Projekt am 15. Dezember 1760 der Baukommission vor. Es waren Pläne für eine klassizistische Kirche, die nach zweimaliger Überarbeitung am 3. Juni 1761 die Zustimmung der massgeblichen Personen erhielt. Realisiert wurde aber nicht das Projekt von Ritter, sondern jenes von den beiden Pisoni aus Ascona.
Im Jahr 1762 begann man, Teile der Kirche abzubrechen. Dabei stürzte der Wendelstein am 25. März 1762 ein. Dies brachte es mit sich, dass man das ganze Projekt überdenken musste, und endete in einem kompletten Neubau. Dabei war man nur noch an die Gegebenheiten des Grundstückes gebunden und an keine schon bestehenden Bauteile mehr. Dies ermöglichte es unter anderem, die Kirchenausrichtung abzuändern.

### Baugeschichte der St. Ursenkathedrale
Anfänglich war geplant, nur das Schiff neu zu erstellen, den Chor und den Turm beizubehalten. Der Baukommission lagen schon zwei Pläne von Singer und Ritter vor, als Pozzi, von Arlesheim kommend, in Solothurn eintraf. Dieser erkannte rasch, dass ein Grossteil der Räte und Bürger mit den beiden Plänen nicht einverstanden war. Er erklärte sich bereit, die Zeichnungen und Kostenberechnungen von Ritter zu prüfen und zusätzlich ohne Entgelt einen neuen Riss zu entwerfen. Ritter hatte zu dem Zeitpunkt schon sein überarbeitetes Projekt abgegeben, in dem er die Einwände der Baukommission hatte einfliessen lassen. Auch Pozzis Entwurf enthielt viele gute Ideen, so dass die Baukommission, die auf Singers Seite blieb, diesen bat, sein Werk nochmals zu überarbeiten. Dies tat er, indem er seinen Entwurf und den von Pozzi zu einem einzigen Projekt zusammenführte. Aus dem dritten Bauplan von Singer ergab sich am 2. Dezember 1761 vom Rat und den Bürgern die Zustimmung für den Bau. Am 3. Februar 1762 legte Jakob Singer zusammen mit seinem Bruder Johann Anton die abgeänderten endgültigen Pläne vor. Am 8. Februar begannen die Abbrucharbeiten an dem Münster. Doch an Mariä Verkündigung änderte sich alles, denn am 25. März 1762, als das Hochamt gerade fertig war, stürzte um halb elf der «Wendelstein» ein. Es ist vermutlich nur dem Umstand zu verdanken, dass es um diese Uhrzeit und an einem Feiertag war, dass es dabei keine Toten gab.
Es war nun klar, dass Singers Plan so nicht mehr ohne Weiteres realisiert werden konnte und dass das gesamte Projekt neu aufgezogen werden musste. Nun obsiegten die Personen, die auch den Chor neu erbaut haben wollten. Daher wurden Ritter und Singer abermals beauftragt, nun eine neue Kirche mit neuem Chor zu entwerfen. Wie der alte Entwurf sollte der neue nur einen Turm haben. Die Bauarbeiten begannen zwar und die Grundsteinlegung fand am 28. August 1762 statt. Die Bauarbeiten standen aber von Anfang an unter einem schlechten Stern. Denn der von Ritter gewählte Baustil gefiel nicht allen. Man entschloss sich, das Bauprojekt nachträglich doch noch von einem anderen erfahrenen Baumeister prüfen zu lassen. Mit der Bitte um einen Oberexperten wandte man sich auch an den St. Galler Abt Cölestin II., welcher zu dieser Zeit die Stiftskirche von St. Gallen bauen liess. Er konnte nicht wie gewünscht helfen, war aber dafür verantwortlich, dass die Solothurner auf Francesco Pozzi aufmerksam wurden. Denn Pozzi war einst der Schützling von Giovanni Gaspare Bagnato, auf dessen Entwurf die Stiftskirche St. Gallen zurückgeht. Man beschloss daher, Pozzi nach Solothurn zu holen. In der Zwischenzeit bis zu seiner Ankunft hatte sich ein «Herr Pizoni von Lugarus» bei der Stadt gemeldet und dazu bereit erklärt, sich die Sache vor Ort anzuschauen, da er auf der Durchreise sei. Gaetano Matteo Pisoni traf am 18. April 1762 ein und wurde sogleich eingeladen, sich an der Untersuchung des Streitfalles zu beteiligen. Denn inzwischen lagen auch die Gutachten der solothurnischen Meister vor. Die Berichte zeigten Abweichungen vom Plan und einige Baumängel auf. Auch Pozzis Bericht vom 19. April fiel nicht gerade positiv aus. Das äusserte sich auch darin, dass er die Ansicht vertrat, dass einiges wieder abgerissen und neu aufgebaut werden müsse, was jedoch ohne grössere Kosten geschehen könne. Als Pisoni am 24. April sein «Examen über Hr. Singers bishärige Arbeith» einreichte, führte er darin 24 Punkte auf. Darin erörterte er nicht nur Fehler Singers, sondern erklärte auch, dass diese oft zu Lasten des Architekten Ritter gingen. Der Kirchenbau war so gesehen gründlich festgefahren.
Letztlich konnte sich Pisoni mit seinem Vorschlag einer echten Neuorientierung durchsetzen. Diese umfasste die folgenden drei Punkte:
- Die Kirchenachse sollte abgeändert werden und, soweit möglich, mit der Hauptgasse in Übereinstimmung gebracht werden.
- Die Dachung war «en toit coupé» einzurichten.
- Der Turm sollte auf der Längsseite, und nicht als Teil der Hauptfront, errichtet werden.

In der Folge kam es zu einigen Auseinandersetzungen. Schliesslich löste aber Pisoni den Architekten Ritter ab. Er liess in der Folge auch seinen Neffen nach Solothurn kommen, der ihn beim Bau unterstützen sollte. Mit einem Beschluss vom 18. Mai 1762 übertrug der Rat Gaetano Matteo Pisoni und seinem Neffen Paolo Antonio Pisoni die Direktion und Obsicht am Bau der Kirche. Als am 8. Juni die Pläne vorzeitig dem Rat vorgelegt wurden, war dieser so beeindruckt, dass man sie nicht nur ratifizierte, sondern sogar darauf verzichtete, sie einer Akademie zur Überprüfung zu senden. Der Bau der heutigen Kathedrale konnte somit endlich beginnen – auch wenn dafür in aller Heimlichkeit noch der Grundstein versetzt werden musste, weil er sich nun an der falschen Stelle befand.
Die steinernen Kapitelle für die Hauptfassade wurden im Sommer 1767 angeliefert. Sie wurden vom Bildhauer Jean-Jacques Perrette angefertigt. Zur selben Zeit konnte auch der Dachstuhl aufgerichtet werden.
Der Schlussstein des Deckengewölbes im Chor wurde am 6. Juli 1768 gesetzt. Das Deckengewölbe des Hauptschiffes wurde Mitte August fertiggestellt. Ende August 1768 waren somit nur die Gewölbe der Seitenschiffe und die Kuppel noch nicht vollendet. Der Dachstuhl für das Haupt- und Seitenschiff wurde 1768 noch vor dem Wintereinbruch fertiggestellt.
Am 11. August 1769 wurde der letzte Stein des Turmes eingefügt. Der Dachstuhl des Turmes wurde am 26. August 1769 aufgerichtet, und am darauf folgenden Tag wurde das Richtfest abgehalten. Am 26. September 1769 wurde der vergoldete Turmknauf aufgesetzt, am darauf folgenden Tag auch das eiserne Kreuz und der Wetterhahn. Am 9. Mai 1770 war auch die Kuppel im Rohbau vollendet. Der 26 Spitzen zählende Stern wurde am 14. August 1770 auf die Kuppel gesetzt. Im Jahr 1770 erstellte man die von Paolo Antonio Pisoni entworfene Treppe.
Im August 1768 erschien erneut Francesco Pozzi, um die Fortschritte zu inspizieren und das 1763 vom Rat gemachte Versprechen einzulösen. Der Vertrag zur Anfertigung der Stuckaturen und des Hochaltars wurde am 11. September 1768 genehmigt. Kurz darauf reiste Pozzi wieder ab, er erschien Anfang April 1769 zusammen mit seinem Sohn Carlo Luca Pozzi und zehn Gesellen wieder in Solothurn, um mit den Arbeiten anzufangen. Die drei Deckengemälde im Chor und den Seitenschiffen wurden zwischen Juli und September 1769 von Gottfried Bernhard Göz angefertigt, währenddessen die drei Deckenbilder im Hauptschiff von Domenico Pozzi, ebenfalls ein Sohn von Francesco Pozzi, angefertigt wurden.
Am 14. Oktober 1770 beschloss der Rat, die beiden Pisoni zu entlassen, da die Architekten nicht mehr benötigt würden, und so Geld gespart werden könne. Dies lief dem abgeschlossenen Vertrag zuwider, da zu dem Zeitpunkt die Kirche noch nicht fertiggestellt war. Während Gaetano Matteo Pisoni nie wieder nach Solothurn kam, übernahm sein Neffe Paolo Antonio Pisoni nach einjährigem Unterbruch im Mai 1772 erneut die Leitung des Kirchenbaus.
Die Stuckaturen waren Ende Juli 1771 soweit fertiggestellt, dass sich die Pozzis mit ihrem Trupp verabschieden konnten. Die Gloriole im Chor wurde 1789/1790 nachträglich von Carlo Lucca Pozzi nach der Zeichnung von Paolo Antonio Pisoni stuckiert. Mit dieser Arbeit waren Bau und Ausstattung der St. Ursenkirche vollendet.
Die Kathedrale gilt als der bedeutendste Bau, der je aus Solothurner Stein, einem Kalkstein aus dem Solothurner Jura, realisiert wurde. Klassizistisch ist vor allem der Innenraum mit seinen schlichten Formen, während Turm und Fassade nach wie vor in barockem Kunststil gebaut wurden.

### Geschichte nach Vollendung der St. Ursenkathedrale
Im Jahr 1828 wurde die bisherige Stifts- und Pfarrkirche aufgrund der Verlegung des Bistums Basel nach Solothurn zur Kathedrale (Bischofskirche) erhoben.
Beim Erdbeben von 11. August 1853 gab es in der Kathedrale etliche Risse. Diese Schäden wurden erst 1917 endgültig behoben. Im Jahr 1916/1917 wurde eine umfassende Sanierung durchgeführt. Dabei wurde auch eine Heizanlage installiert. Im Zusammenhang mit dem Einbau der Heizungsanlage wurden auch Ausgrabungen durchgeführt.
Im Januar 2011 wurde die Kathedrale, vor allem der freistehende Altar im Chorraum, aber auch seine grössere Umgebung, durch einen Brandanschlag schwer beschädigt. Es entstand ein Sachschaden von 3,5 Millionen Franken. Die Kathedrale wurde aufwändig renoviert und blieb bis Ende September 2012 geschlossen. Der Täter wurde im September 2011 unter anderem wegen Brandstiftung zu einer unbedingten Freiheitsstrafe von 14 Monaten verurteilt, wegen psychischer Störungen wurde er in eine geschlossene psychiatrisch-forensische Klinik eingewiesen.

## Baubeschrieb
Das Gebäude steht auf einer erhöhten und künstlich erweiterten Terrasse in der Altstadt von Solothurn.
Die Kathedrale ist als Kreuzbasilika ausgeführt. Sie besitzt ein Vor- und drei Volljoche im Langhaus. Der Chor wie auch die beiden Querschiffe sind halbrund abgeschlossen. In der überhöhten Vierung befindet sich ein Kreistambour mit Kuppel und Laterne.
Die Westfassade ist zugleich die Hauptfassade der Kathedrale. Sie ist zweigeschossig ausgeführt und im Erdgeschoss dreigeteilt. Der Mittelteil steht dabei eine Pfeilerstärke vor. Vorgelagert ist eine monumentale Freitreppe, die mit ihren zwei Brunnen den östlichen Abschluss der Hauptgasse (Marktgasse) von Solothurn bildet. Sie besitzt dreimal 11 Stufen, wobei die untersten 11 schmaler ausgeführt sind, um seitlich den beiden Brunnen den nötigen Platz zu verschaffen. Dies wurde gemacht, weil der Vorplatz zur Aare hin abfällt und da ein zentraler Brunnen zwei ungleiche Seitentreppen erfordert hätte.

### Turm
Die Kathedrale besitzt seit Beginn nur einen Turm, der an der nordöstlichen Ecke der Kathedrale steht.
Der vollendete Turm war von Anfang an dafür vorgesehen, einen Glockenstuhl für das gesamte Geläut zu tragen. Diese Ein-Turm-Variante wurde bei der Planung der Kirche von der Stadt auch gefordert. Ein zweiter Turm wurde zwar in einer Variante von Pisoni vorgeschlagen, und davon gibt es auch Zeichnungen. Das Fundament für einen zweiten, leichteren Turm wurde zwar ausgeführt, der Turm selber aber nie errichtet. Das verleitet oft zur Annahme, der Turm sei aus statischen Gründen nicht gebaut worden. Der Grund war aber finanzieller Art, denn der Rat der Stadt war nicht bereit, die zusätzlichen Kosten von 13'000 Gulden für den zweiten Turm auszugeben. An seiner Stelle wurde die Sakristei gebaut.

### Hauptfassade
Die Hauptfassade besitzt drei Reliefs von Johann Baptist Babel. Über dem Hauptportal ist die Schlüsselübergabe des Erlösers an Petrus dargestellt. Das rechte zeigt die Verweigerung des Götzenopfers durch die Heiligen Urs und Viktor, das Linke deren Enthauptung auf der Aarebrücke. Auf dem darüber liegenden geschosstrennenden Gebälk ist die vergoldete Inschrift zu lesen: «DEO EXERCITUUM IN SS. MIL. URSO VICTORE ET SOC. REST. S.P.Q.S AN. MDCCLXIX». Zu Deutsch: «FÜR DEN GOTT DER HEERSCHAREN IN DEN HEILIGEN LEGIONÄREN URS, VIKTOR UND GEFÄHRTEN WIEDER ERBAUT DURCH DEN RAT UND DAS VOLK VON SOLOTHURN IM JAHRE 1769»

## Ausstattung

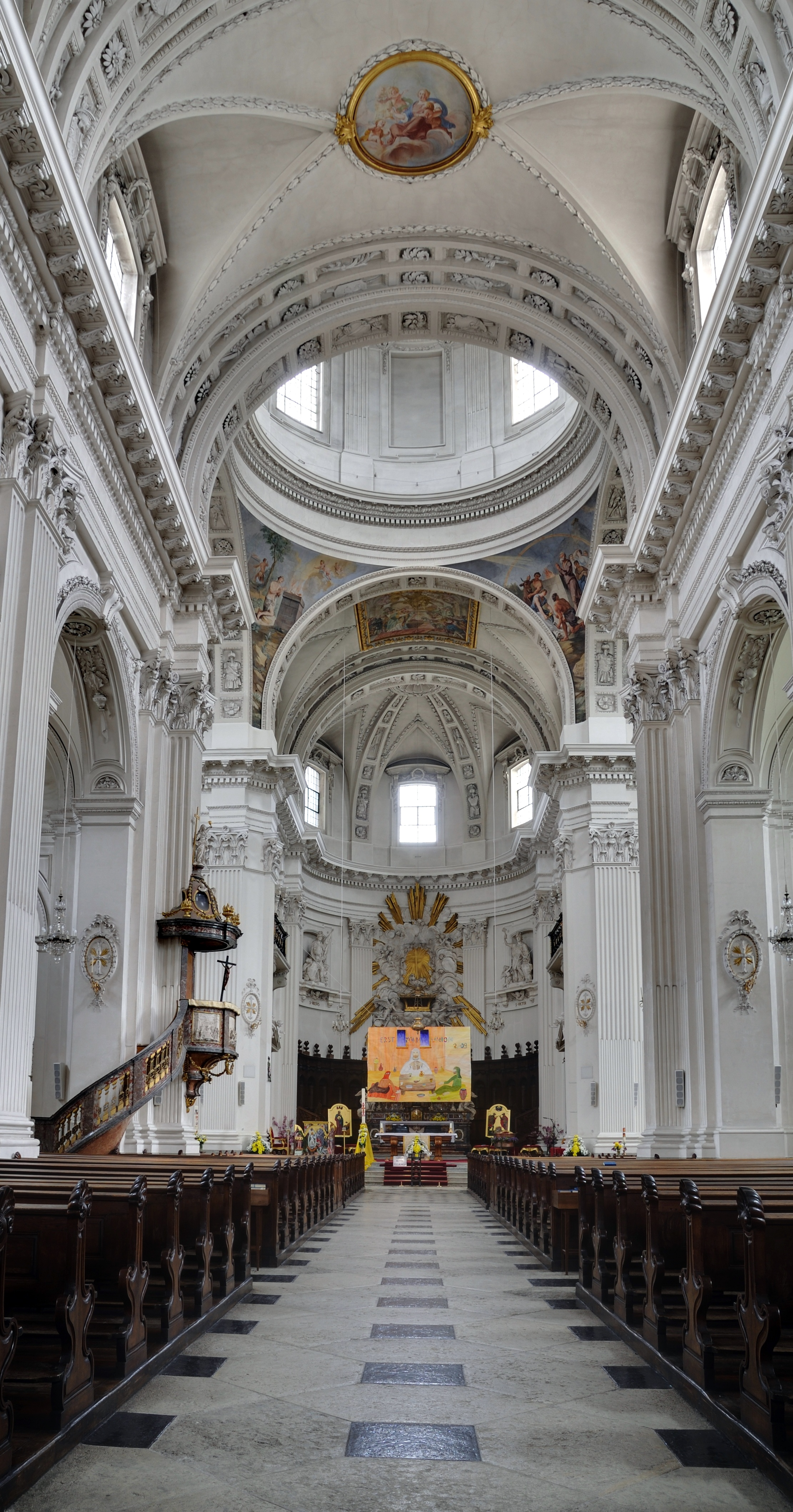
Langhaus der St. Ursenkathedrale (Zustand 2009)

Das Kircheninnere ist deutlich vom klassizistischen Stil geprägt. So haben die Stuckaturen vor allem dienende Funktionen, indem sie die tragenden und rahmenden Teile betonen und akzentuieren. Der im Rokoko übliche schmückende figürliche Schmuck, wie z. B. Putten, wurde sehr zurückhaltend eingesetzt. Die Ikonografie greift das antikrömische Soldatentum der Kirchenpatrone Urs und Viktor auf. Das ikonografische Programm wurde vom Stiftskantor Hermann entworfen.

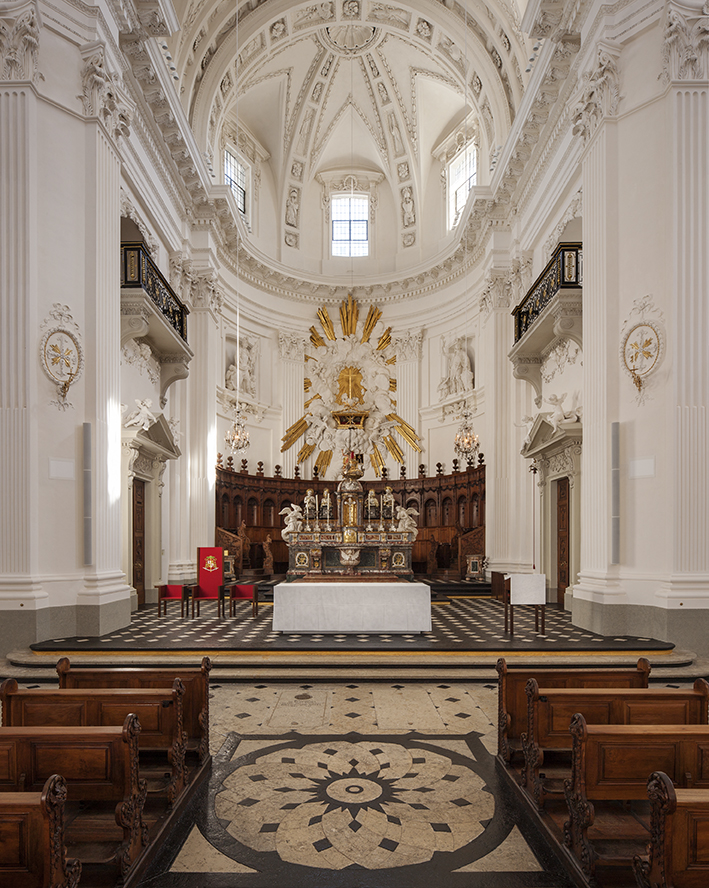
Chor der 2012 renovierten St. Ursenkathedrale

Der Brandanschlag von 2011 machte eine Neugestaltung des Chorraumes erforderlich. Zu diesem Zweck hat die Künstlerin Judith Albert gemeinsam mit Gery Hofer und Brauen Wälchli Architects, Lausanne, das Projekt L’ultima cena («Das letzte Abendmahl») entworfen. Herzstück der umfassenden Neugestaltung bildet der aus Carrara-Marmor gefertigte Altar. Die in Stein nachgebildeten Tischfalten lehnen sich an Leonardo da Vincis berühmte Darstellung des Abendmahls sowie die Tradition an, die Eucharistie auf einem weiss gedeckten Altar zu feiern.

### Altäre
Die St. Ursenkathedrale hat elf Altäre aus verschiedenen Arten von Marmor.

#### Hochaltar
Der Hochaltar im Chor stammt von Francesco Pozzi nach dem Entwurf von Gaetano Matteo Pisoni und besteht aus sechzehn Marmorarten. Er hat keine Retabel, sondern über ihm hängt in der Apsis eine Stuck-Gloriole mit einem Kreuz in der Mitte. Die Gloriole stammt aus den Jahren 1789/1790 und wurde von Carlo Luca Pozzi nach Entwurf von Paolo Antonio Pisoni geschaffen. Auf der mittleren Bank sitzen links und rechts je ein Stuckengel. Auf der oberen Bank wird bei Hochfesten die Reliquienbüste platziert.

#### Seiten- und Querschiffaltäre
Die Seiten- und Querschiffaltäre haben alle einen holzgerahmten Retabel mit Bildern, die vorwiegend von ausländischen Künstlern stammen. Die Rahmen schufen Franz und Jeremias Schlapp, die aus Vorarlberg stammten. Die Heiligenfiguren sind jüngeren Datums (1921) und wurden von August Weckbecker aus München gefertigt.

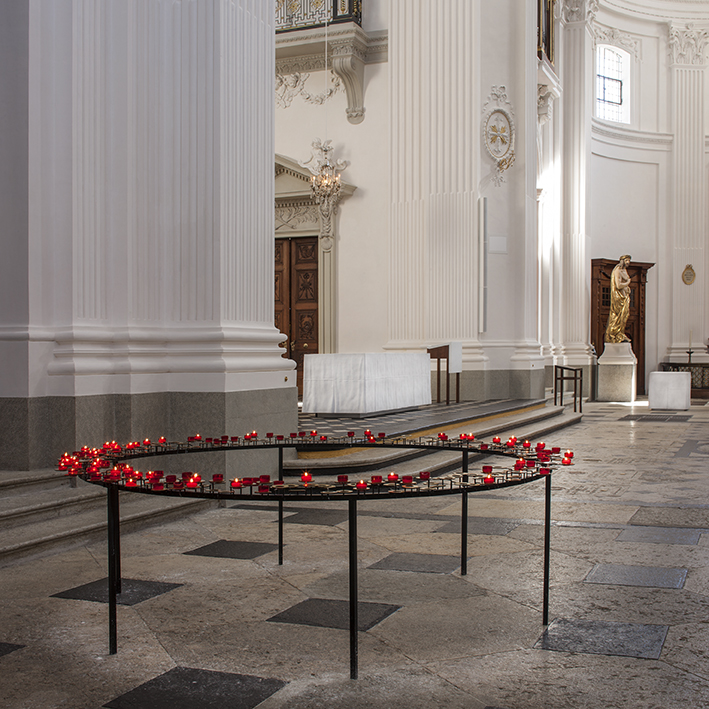
Kerzenring im 2012 neugestalteten Chorraum

Beispiele der Altäre: Der Kreuzaltar (1772) von auf der Seite im Süden hat einen Altartisch in Sarkophagform aus Marmor und wurde von Johann Friedrich Funk geschaffen. Das Hauptbild stammt von Josef Esperlin und zeigt die Kreuzigung Jesu. Das obere Bild stammt von Niklaus Guibal und zeigt «Moses mit der ehernen Schlange».
Der Weihnachtsaltar im südlichen Seitenschiff hat ein Altarbild von Niklaus Guinal und zeigt Jesus in der Krippe sowie Maria und Josef. Der Altartisch ist aus verschiedenfarbigem Marmor und wurde von Johann Friedrich Funk gehauen.
Der Sakramentsaltar (1774) von Domenico Corvi (1721–1803) von Rom hat ein Eucharistiebild.

### Kanzel
Die monumentale Kanzel aus verschiedenfarbigen Marmoren stammt von Jean-François Doret aus Vevey, nach Plänen von Paolo Antonio Pisoni (1772).

### Deckengemälde

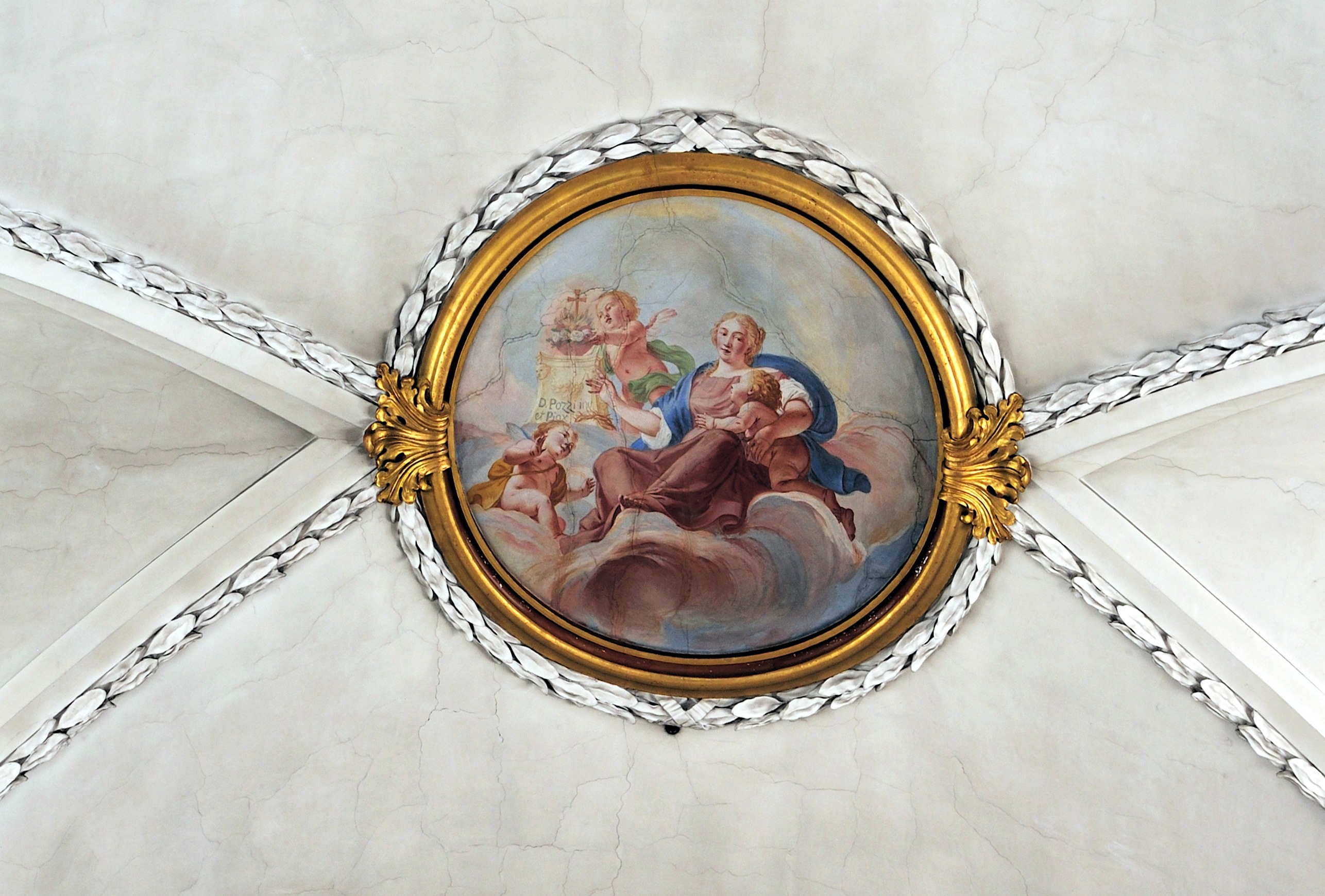
Deckenfresko von Domenico Pozzi

Das Deckengemälde im Chor zeigt Herzog Leopold I. bei der Übergabe des Banners an den Propst des St. Ursenstiftes.
Das Deckengemälde im südlichen Querschiff zeigt die Königin vor dem geöffneten Sarkophag der Severiana.
Das Deckengemälde im nördlichen Seitenschiff stellt christliche Verehrung der Thebäergräber im spätantiken Solothurn dar.

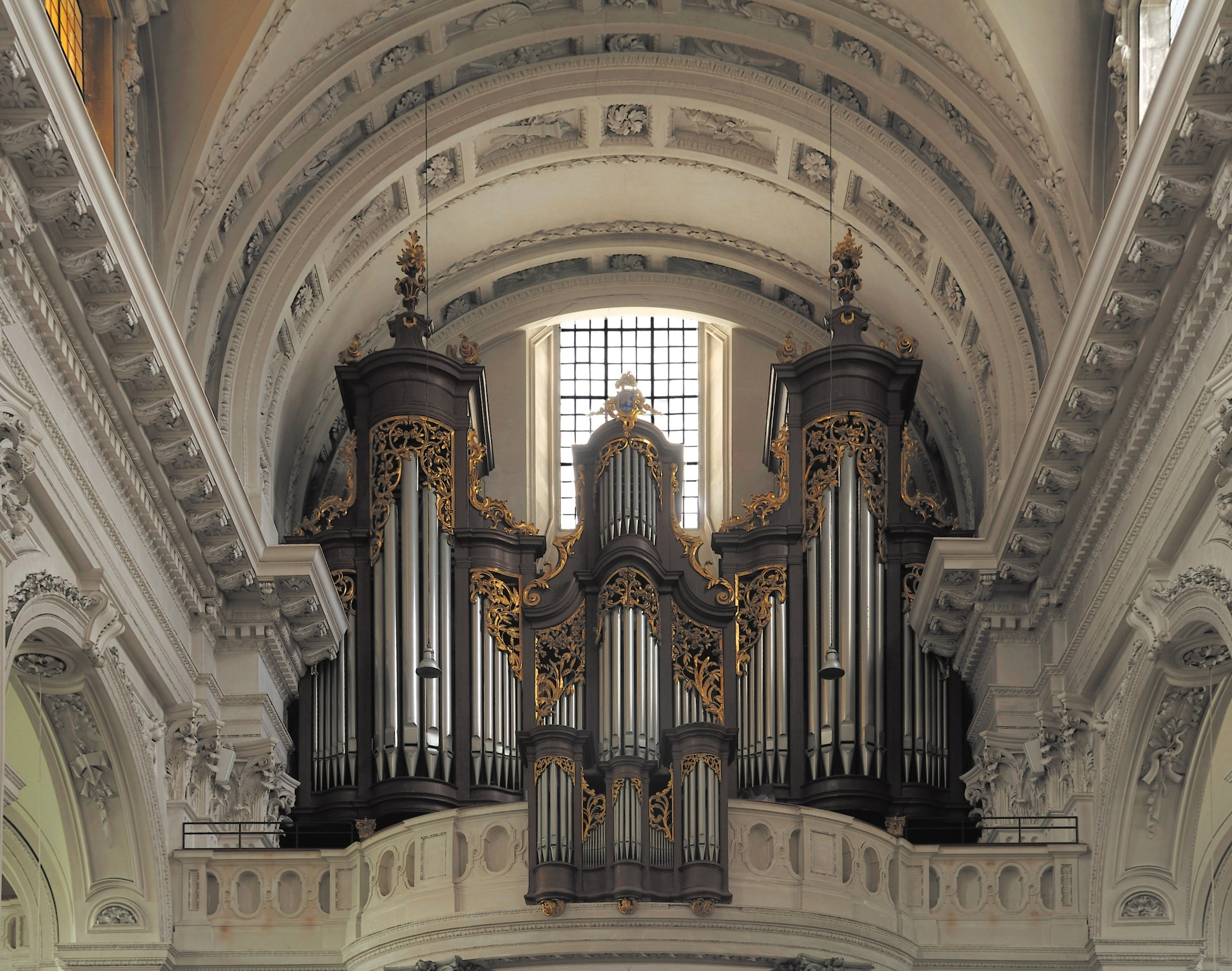
Blick auf die Hauptorgel

## Orgeln
Eine neue Orgel wurde schon 1763 bei Viktor Ferdinand Bosshard (1699–1772) in Baar bestellt. Geliefert wurde sie am 24. April 1772 von seinem Sohn Karl Josef Maria Bosshard (1736–1795), da sein Vater in diesem Jahr verstorben war. Auch die Chororgel wurde am 29. September 1772 bei Bosshard bestellt. Die originalen Prospekte der Haupt- und der Chororgel sind noch erhalten. Der Orgelprospekt im südlichen Querschiff ist ein stummer. Regelmässig werden im Sommer Orgelkonzerte veranstaltet, auch in der benachbarten Jesuitenkirche sowie in der Reformierten Stadtkirche Solothurn.

### Hauptorgel
Die heutige Hauptorgel ist ein Werk von Orgelbau Kuhn aus dem Jahr 1942. Bei der Revision 1975 wurden die originalen Pfeifen im Prospekt erhalten, aber der grosse Teil der übrigen ersetzt. Das Schleifladen-Instrument hat 55 Register auf vier Manualen und Pedal. Die Spiel- und Registertrakturen sind elektrisch.
| I Rückpositiv C–g3 |       |
| Suavial            | 8′    |
| Gedackt            | 8′    |
| Praestant          | 4′    |
| Rohrflöte          | 4′    |
| Superoktav         | 2′    |
| Larigot            | 1 ⁄3′ |
| Mixtur IV          | 1′    |
| Cornet III         | 2 ⁄3′ |
| Krummhorn          | 8′    |

| II Hauptwerk C–g3  |       |
| Principal          | 16′   |
| Principal          | 8′    |
| Offenflöte         | 8′    |
| Gemshorn           | 8′    |
| Octav              | 4′    |
| Hohlflöte          | 4′    |
| Quinte             | 2 ⁄3′ |
| Superoctav         | 2′    |
| Flageolet          | 2′    |
| Mixtur major IV    | 2′    |
| Mixtur minor IV–VI | 1′    |
| Fagott             | 16′   |
| Corno              | 8′    |

| III Schwellwerk C–g3 |        |
| Gedackt              | 16′    |
| Principal            | 8′     |
| Hohlflöte            | 8′     |
| Salicional           | 8′     |
| Unda maris           | 8′     |
| Octav                | 4′     |
| Nachthorn            | 4′     |
| Quinte               | 2 ⁄3′  |
| Waldflöte            | 2′     |
| Terz                 | 1 3⁄5′ |
| Scharf VI–VIII       | 1 ⁄3′  |
| Zimbel IV            | 1⁄2′   |
| Trompette harm.      | 8′     |
| Oboe                 | 8′     |
| Clairon              | 4′     |
| Tremolo              |        |

| IV Kronpositiv C–g3 |    |
| Rohrflöte           | 8′ |
| Spitzflöte          | 8′ |
| Dolcan              | 4′ |
| Gedacktflöte        | 4′ |
| Flageolet           | 2′ |
| Oktav               | 1′ |
| Mixtur IV           | 1′ |
| Schalmey            | 8′ |
| Tremolo             |    |

| Pedal C–a1    |       |
| Principalbass | 16′   |
| Subbass       | 16′   |
| Gedackt       | 16′   |
| Principal     | 8′    |
| Spillflöte    | 8′    |
| Octav         | 4′    |
| Gedackt-Flöte | 4′    |
| Mixtur IV     | 2 ⁄3′ |
| Posaune       | 16′   |
| Trompete      | 8′    |
| Clairon       | 4′    |

- Koppeln: II/I, III/I, III/II, IV/I, IV/III, I/P, II/P, III/P, IV/P

### Chororgel
Die Chororgel wurde 1773 von dem Orgelbauer Carl Joseph Maria Bossart errichtet, und im Jahre 1972 von Metzler Orgelbau revidiert. Das Schleifladen-Instrument umfasst heute zwölf Register auf einem Manual. Das Pedal ist angehängt und hat keine eigenen Register.
| Manualwerk C–c3 |    |
| Principal       | 8′ |
| Coppel          | 8′ |
| Viola di gamba  | 8′ |
| Octav           | 4′ |

| (Fortsetzung) |       |
| Flauto        | 4′    |
| Quinta        | 2 ⁄3′ |
| Superoctav    | 2′    |
| Flageolet     | 2′    |

| (Fortsetzung)    |        |
| Larigot          | 1 ⁄3′  |
| Tertia           | 1 3⁄5′ |
| Mixtur III       | 2′     |
| Sesquialtera III | 1 ⁄3′  |

## Glocken
Im Turm hängt ein Geläut aus elf Glocken. Zehn von ihnen stammen aus der Barockzeit.
| Glocke | Name                                       | Gussjahr | Giesser, Gussort                     | Gewicht | Nominal | Patronat                                  |
| ------ | ------------------------------------------ | -------- | ------------------------------------ | ------- | ------- | ----------------------------------------- |
| 1      | Grosse Glocke, auch Angst- und Sturmglocke | 1766     | Gebrüder Jost und Joseph Kaiser; Zug | 4160 kg | as0     | Maria, St. Urs                            |
| 2      | Grosse Predigtglocke                       | 1766     | Gebrüder Jost und Joseph Kaiser; Zug | 2850 kg | b0      | Viktor, Matthäus, Markus, Lukas Johannes  |
| 3      | Kleine Predigt- und Stundglocke            | 1767     | Gebrüder Jost und Joseph Kaiser; Zug | 1980 kg | c1      | Gregor, Ambrosius, Augustinus, Hieronymus |
| 4      | Wochensegen-, Praesenz- und Annaglocke     | 1767     | Gebrüder Jost und Joseph Kaiser; Zug | 1560 kg | des1    | Anna, Joseph, Mauritius                   |
| 5      | Englisch-Gruss- und Wandlungsglocke        | 1767     | Gebrüder Jost und Joseph Kaiser; Zug | 1140 kg | es1     | Maria, Gabriel                            |
| 6      | Rosenkranzglocke                           | 1767     | Gebrüder Jost und Joseph Kaiser; Zug | 780 kg  | f1      | Maria vom hl. Rosenkranz                  |
| 7      | End- und Kinderlehrglocke                  | 1767     | Gebrüder Jost und Joseph Kaiser; Zug | 540 kg  | g1      | Michael, Barbara                          |
| 8      | Sebastians- und Spendeglocke               | 1768     | Gebrüder Jost und Joseph Kaiser; Zug | 460 kg  | as1     | Sebastian, Martin, Elisabeth              |
| 9      | Grosse Vesperglocke                        | 1768     | Gebrüder Jost und Joseph Kaiser; Zug | 210 kg  | c2      | Urs, Viktor                               |
| 10     | Kleine Vesperglocke                        | 1901*    | H. Rüetschi, Aarau                   | 121 kg  | es2     |                                           |
| 11     | Messglöcklein                              | 1768     | Jost und Kaiser, Zug                 | 73 kg   | as2     | Das allerheiligste Altarssakrament        |

* Umguss, ursprünglich Jost und Kaiser 1768
Den Einsturz des Wendelsteins überstanden nur drei Glocken unbeschädigt. Das Anfertigen eines neuen Geläuts war somit unumgänglich. Darunter sind die beiden Vesperglöcklein des Stifts, das eine davon war erst 1760 gegossen worden. Diese Glocke wurde in die neu erbaute Kirche St. Katharinen übertragen und war 1928 noch erhalten. Das andere scheint der Kirche Bettlach geschenkt geworden zu sein, war aber schon 1928 nicht mehr nachweisbar.
Es wurde beschlossen, ein Geläut aus elf Glocken giessen zu lassen. Um die Kosten besser verteilen zu können, beschloss man anfangs, pro Jahr nur zwei Glocken giessen zu lassen. Von dem Plan wurde aber recht schnell abgewichen. Im Jahr 1766 goss man die beiden grössten Glocken, wobei der erste Guss der grössten Glocke misslang, und durch die Gebrüder Kaiser wiederholt werden musste. 1767 wurden wie geplant zuerst die dritte und vierte Glocke gegossen, und auf Drängen der Bürger im gleichen Jahr noch die Glocken fünf bis sieben. Im Jahr 1768 wurden die letzten vier Glocken gegossen. Das Geläut umfasste 1768 somit folgende Tonfolge: A – H – cis – d – fis – gis – a – cis’’ – e’’ – a’’
Da die Kirche noch nicht konsekriert war, wurden die 11 Glocken am 28. August 1770 vom Propst Leonz Sury in aller Stille geweiht. Daraufhin begann man, sie hochzuziehen. Am 1. September wurde als letzte die grosse Glocke hochgezogen. Das eigentliche Probeläuten fand am 8. September 1770 statt. Nach der Läut-Ordnung vom 31. Oktober 1770 waren elf Kombinationen vorgesehen. Die Glocken wurden erst anlässlich der Visitation am 4. Oktober 1793 offiziell auf die kirchlichen Patrone geweiht und gesalbt.
Beim Neuguss von 1901 handelt es sich um die 10. Glocke, die zweitkleinste oder «kleine Versperglocke». 
Bei der Überprüfung des Geläuts durch die Firma H. Rüetschi 1923 ergab sich, dass die ursprünglich angegebene Tonhöhe bei den neun grössten Glocken effektiv um einen halben Ton tiefer ist. Dabei wurden auch vier durch Gebrauch verstimmte Glocken festgestellt (die beiden kleinsten und zwei der mittleren). 2014 wurde das Geläut restauriert.

## Aussichtsplattform
Die Plattform kann bei schönem Wetter von Ostern bis Allerheiligen bestiegen werden und bietet eine gute Aussicht über die Altstadt und die Aare. 249 Treppenstufen führen zur Plattform in 50 Meter Höhe.

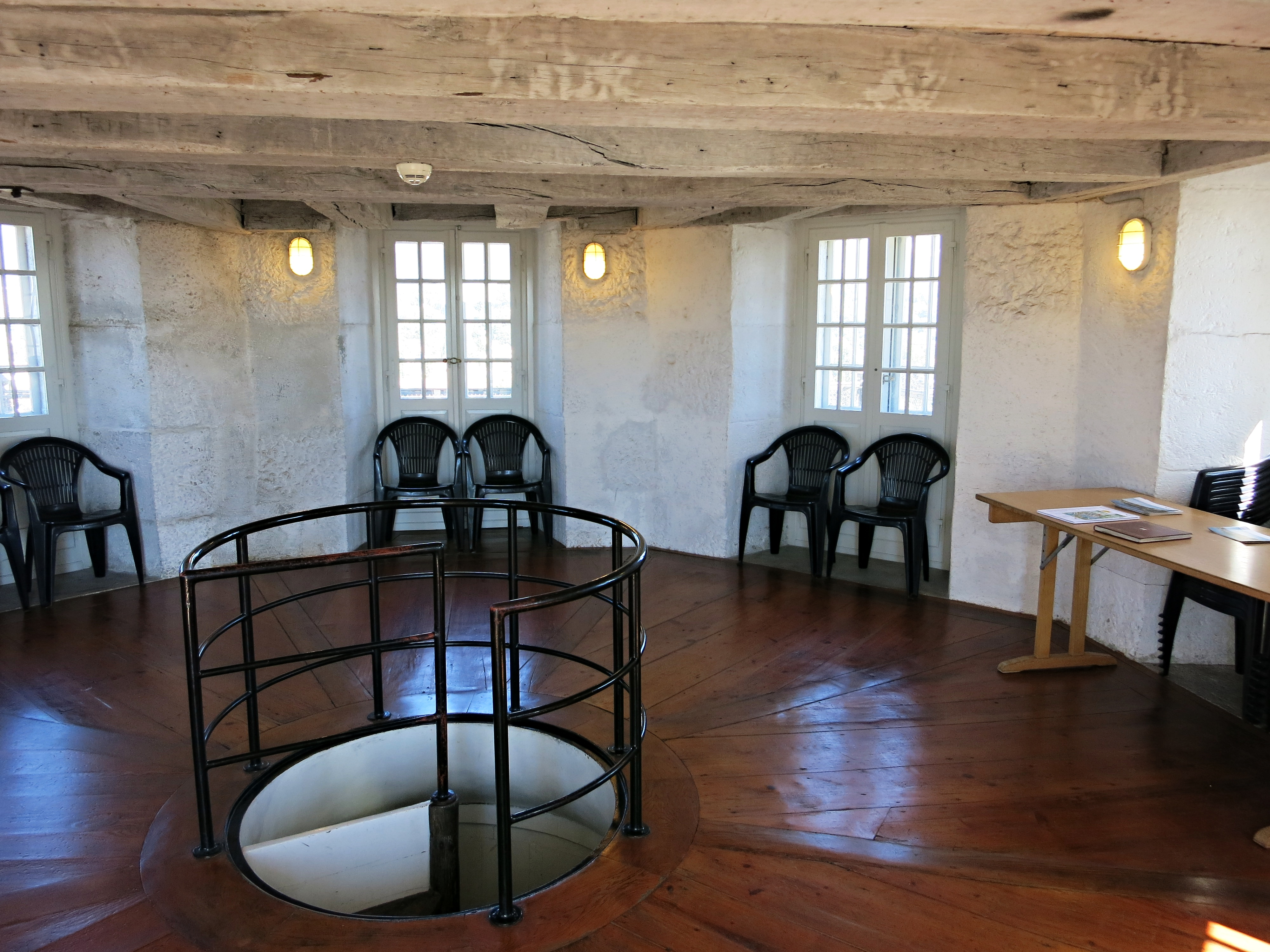
Innere Aussichtsplattform
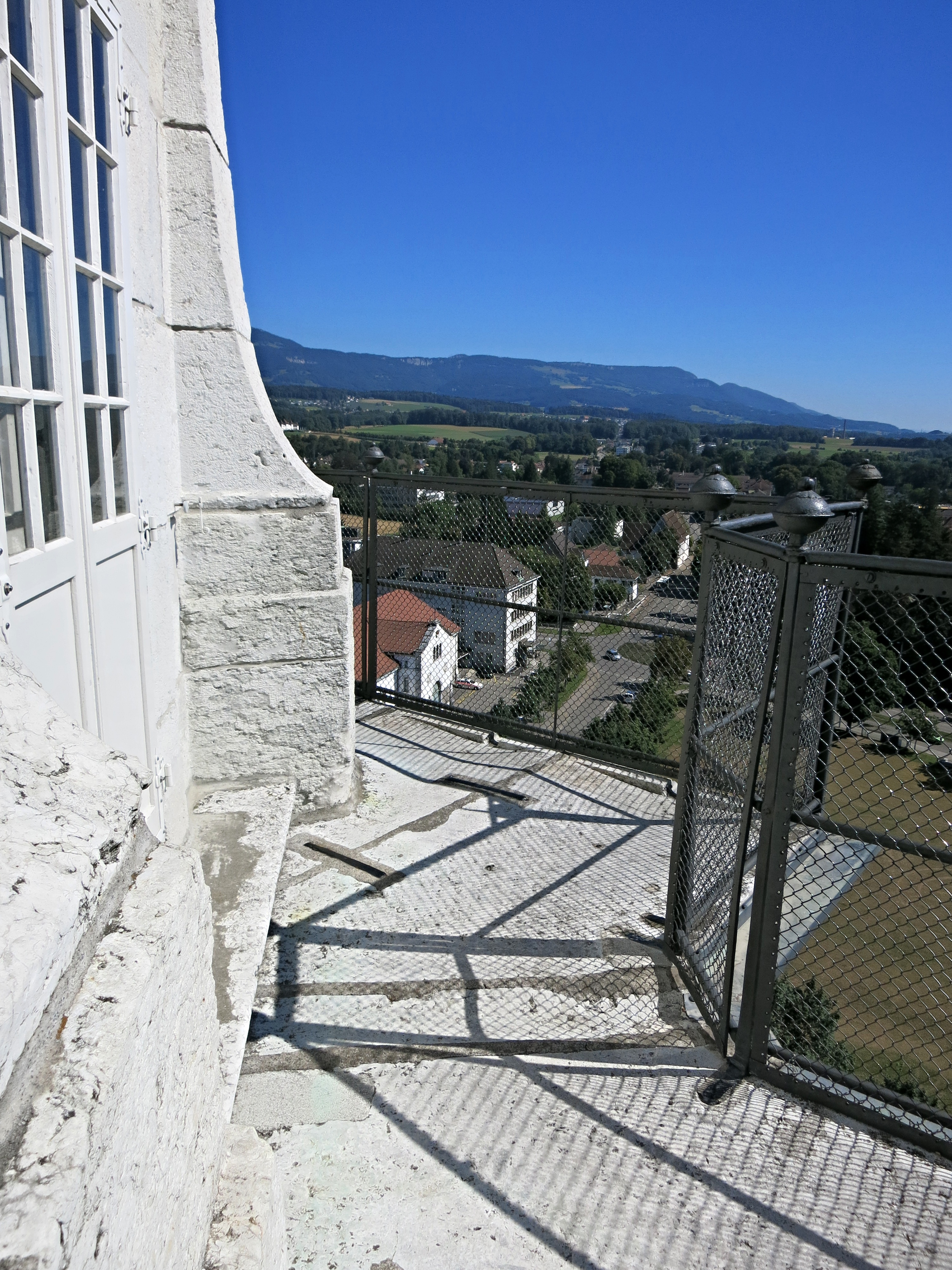
Äussere Aussichtsplattform
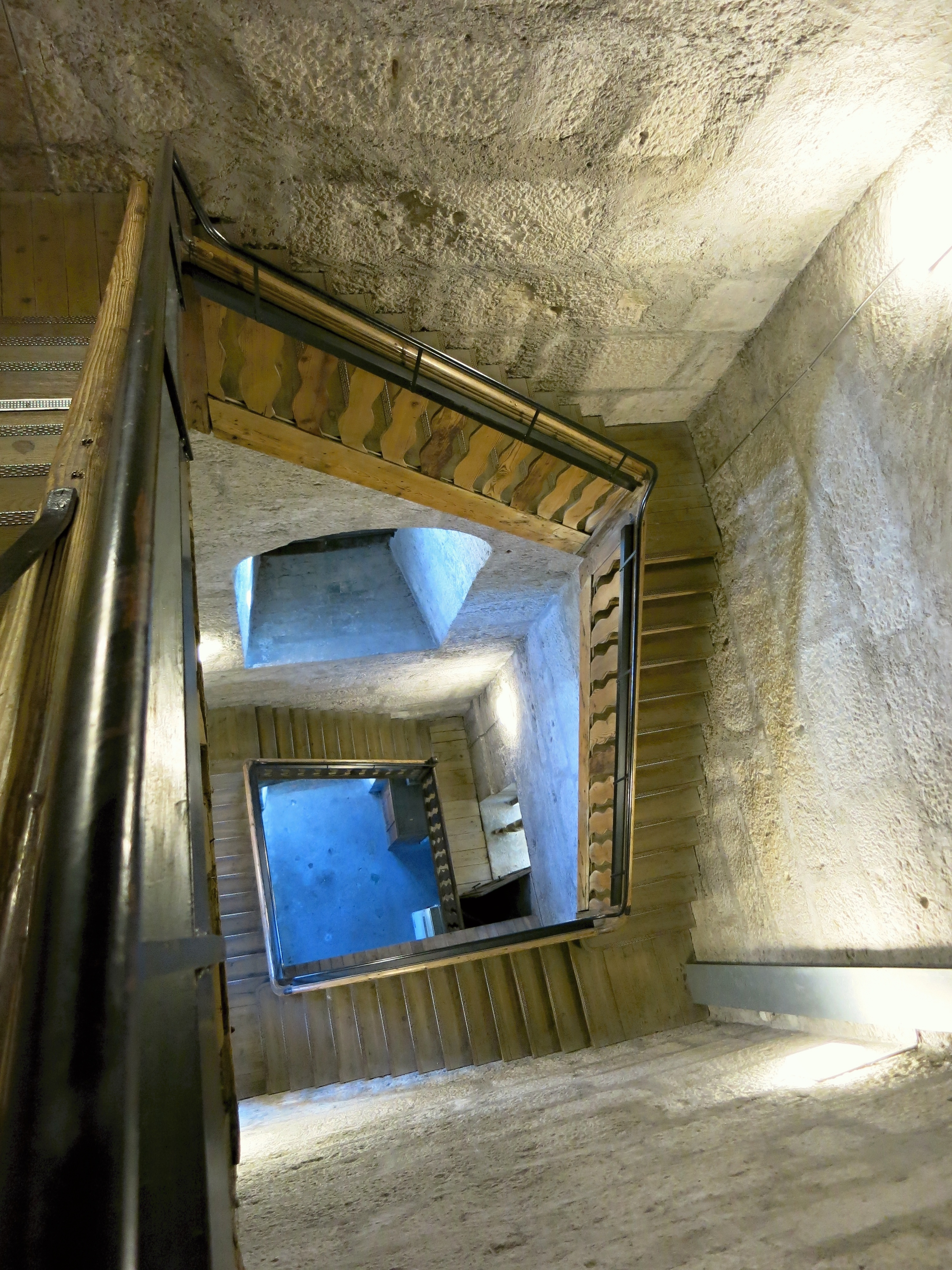
Treppen zur Aussichtsplattform